# Euproctis spohistes
Euproctis spohistes är en fjärilsart som beskrevs av Sergius G. Kiriakoff 1963. Euproctis spohistes ingår i släktet Euproctis och familjen tofsspinnare. Inga underarter finns listade i Catalogue of Life.